# رينية
الرينية (الاسم العلمي:†Rhyniaceae) هي فصيلة منقرضة من النباتات الخضراء تتبع رتبة الرينيات.

## التصنيف
- شعيبة †النباتات الرينية
  - الطائفة †الرينيانية
    - رتبة †الرينيات
      - الفصيلة †الرينية
        - جنس †الرينيا